# Reprezentacja Słowenii w koszykówce kobiet
Reprezentacja Słowenii w koszykówce kobiet - drużyna, która reprezentuje Słowenię w koszykówce kobiet. Za jej funkcjonowanie odpowiedzialny jest Słoweński Związek Koszykówki.